# Ingvar Svennilson
Sven Ingvar Svennilson, född 14 mars 1908 i Stockholm, död 25 januari 1972 i Lovö församling, var en svensk nationalekonom som ingick i Stockholmsskolan och blev känd för sina teorier om planekonomi.

## Biografi
Ingvar Svennilson var son till hovpredikant Sven Nilson, vars fullständiga namn han tog som efternamn. Modern hette Auga (Augusta) Andersson. Han studerade vid Stockholms högskola där han blev filosofie doktor 1938 på avhandlingen Ekonomisk planering. Teoretiska studier. Samma år blev han docent i nationalekonomi, och var professor omväxlande vid Stockholms högskola och Handelshögskolan i Stockholm. År 1947 utsågs han på sin första professur och 1951 fick han Lars Hiertas professur i nationalekonomi med finansvetenskap. År 1958 utsågs han till prorektor. 
Åren 1938-1944 var han sakkunnig i Konjunkturinstitutet, och hade i fortsättningen flera betydelsefulla offentliga uppdrag, bland annat inom FN och OEEC.
År 1941 rekryterades Svennilson som chef för Industriens Utredningsinstitut (IUI), och var ansvarig för att ge IUI en profil som nationalekonomiskt forskningsinstitut. 1949 fick han tjänstledigt från IUI för att delta i ett internationellt forskningsprojekt, och verkade från dess på heltid som professor.
1967-1971 var han chef för Institutet för internationell ekonomi vid Stockholms universitet.
1939-1956 var han och Erik Lundberg redaktörer för Ekonomisk tidskrift.
Med sin avhandling blev Ingvar Svennilson förknippad med planekonomi, och han lanserade i denna ett tolkningsschema för företags ageranden. Han uppställde där dels en distinktion på ett dynamiskt plan mellan kausala aspekter och finala aspekter, och dels styrda, styrande och oberoende variabler. De styrande variablerna är enligt Svennilsson handlingsparametrar och de andra två förväntningsvariabler. I senare verk skulle Svennilson lägga fram teorier om rullande planering.
Svennilson blev ledamot av Kungliga Vetenskapsakademien 1960 och av Ingenjörsvetenskapsakademien 1961. Han var också medlem i Kommittén för Sveriges Riksbanks pris i ekonomisk vetenskap till Alfred Nobels minne från dess instiftande 1969 till sin död 1972.